# تسينيواريفو
تسينيواريفو (بالفرنسية: Tsinjoarivo)‏ هي مدينة وبلدية في مدغشقر. تقع في مقاطعة أمباتولامبي، التي تقع في منطقة فاکینانكاراترا، على طول نهر أونفين. قُدر عدد سكان البلدية بنحو 20.000 في تعداد عام 2001.
يتوفر في المدينة التعليم الابتدائي والمستوى الثانوي. غالبية 99 ٪ من سكان البلدية هم من المزارعين. ويُعد الأرز من أهم المحاصيل، في حين تحظى بعض المنتجات الأخرى بالأهمية كالفول والذرة والكسافا والبطاطس. ويشكل قطاع الخدمات فرص عمل لنسبة 1٪ من السكان.
نظراً لقيمتها الثقافية العالمية البارزة، أُضيفت المدينة، جنباً إلى جنب مع منطقة روفا المرتبطة بها، إلى قائمة اليونسكو للتراث العالمي في مدغشقر في 14 نوفمبر 1997، في الفئة الثقافية. لكن في 15 فبراير 2018، قررت اليونسكو سحب ترشيح هذا الموقع كتراث عالمي.
تقع الشلالات البارزة على طول نهر أونفين على الجانب الجنوبي الغربي من المدينة.